# Pachomius hadzji
Pachomius hadzji là một loài nhện trong họ Salticidae.
Loài này thuộc chi Pachomius. Pachomius hadzji được Lodovico di Caporiacco miêu tả năm 1955.